# سوئه هاروکاتا

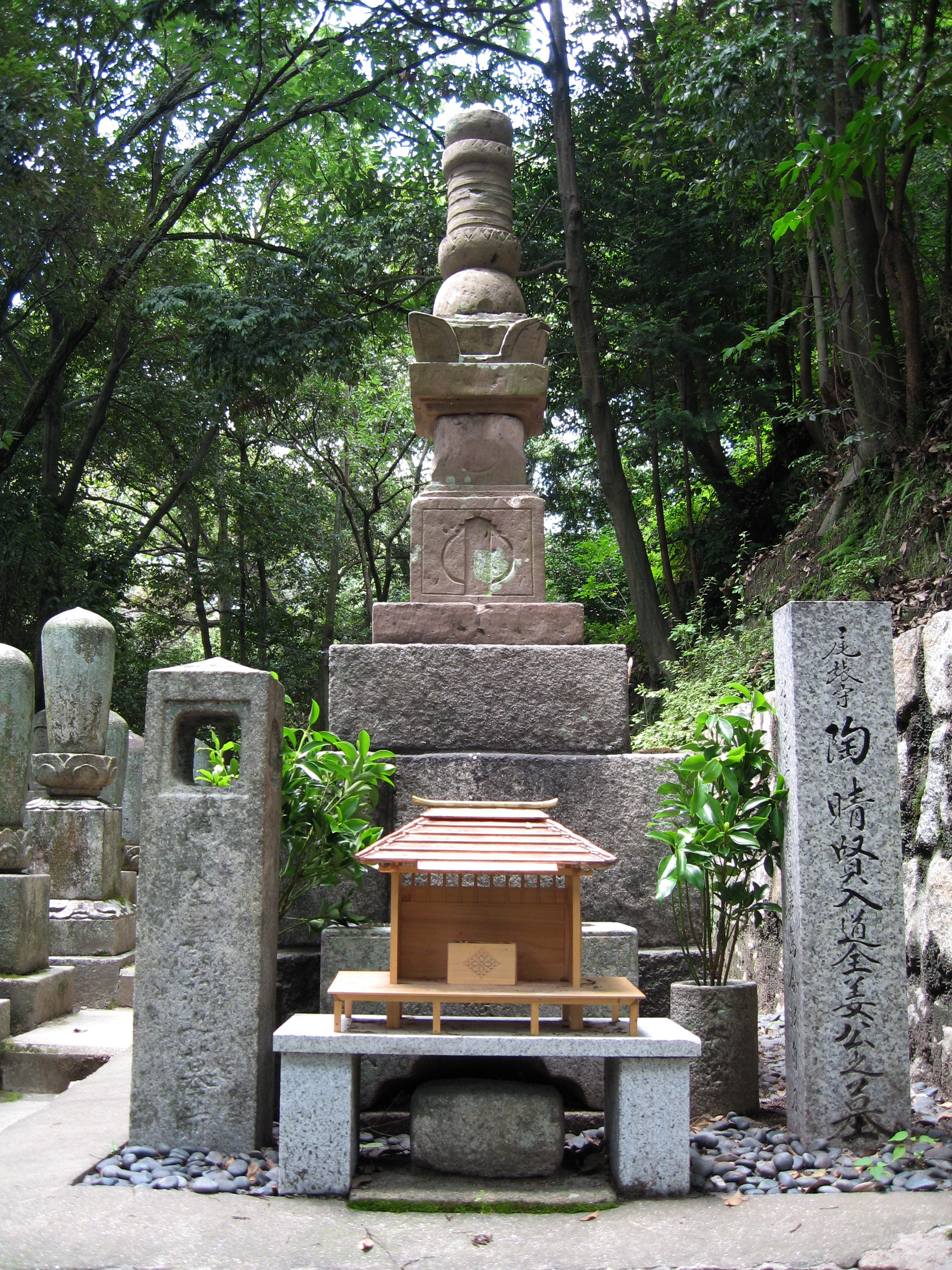
به نظر میرسد که این عکس محل دفن این آقا را نشان میدهد ولی تحقیقات بیشتر باید توسط یک ژاپنی انجام شود

سوئه هاروکاتا (به ژاپنی: 陶 晴賢 Sue Harukata); ۱ ژانویهٔ ۱۵۲۱ – ۱۶ اکتبر ۱۵۵۵) سامورایی اهل ژاپن و ابتدا از ملازمان خاندان اوئوچی بود. وی بعدها دایمیو (امیر محلی) شد.
در سال ۱۵۵۱، هاروکاتا موفق شد در کودتای حادثه معبد تاینی، ساگارا تاکه‌تو ملازم این خاندان را بکشد و اوئوچی یوشیتاکا رهبر خاندان را به سمت خودکشی سوق دهد. سال بعد هاروکاتا پسر خوانده یوشیتاکا، اوئوچی یوشیناگا (برادر ناتنی اوتومو سورین)، را رهبر خاندان اوئوچی قرار داد و کنترل این خاندان را در واقع در دست گرفت. در این زمان او نام خود را از تاکافوسا به هاروکاتا تغییر داد، همان‌طور که اربابش از یوشیتاکا به هاروهیده نامش را تغییر داد. متعاقباً، وی به گسترش نیروی نظامی مشغول شد، اما این امر منجر به نارضایتی در بین ملازمان خاندان اوئوچی شد. در سال ۱۵۵۴ یوشیمی ماسایوری از ولایت ایوامی، برادر زن یوشیتاکا و موری موتوناری از ولایت آکی علیه هاروکاتا قیام کردند.
در نبرد اوشیکیباتا، تاکاگاوا، ملازم سوئه هاروکاتا، توسط موری موتوناری شکست خورد.
در سال ۱۵۵۵ هاروکاتا در نبرد میاجیما از موری موتوناری شکست خورد و خودکشی کرد. پس از مرگ او، خاندان اوئوچی به طور قابل توجهی رو به زوال نهاد و دو سال بعد، موری موتوناری خاندان اوئوچی را نابود کرد.